# Cimetière du Montparnasse
Der Cimetière du Montparnasse (deutsch Montparnasse-Friedhof, früher Cimetière du Sud, deutsch Südfriedhof) gehört zu den drei großen Pariser Friedhöfen, die Anfang des 19. Jahrhunderts und somit vor der letzten Eingemeindung (1860) außerhalb der damaligen Stadtgrenze angelegt wurden. Damals entstanden auch der Cimetière de Montmartre (früher Cimetière du Nord, deutsch Nordfriedhof) und der berühmte Cimetière du Père-Lachaise (früher Cimetière de l’Est, deutsch Östlicher Friedhof) sowie der Cimetière de Passy (deutsch Friedhof von Passy).

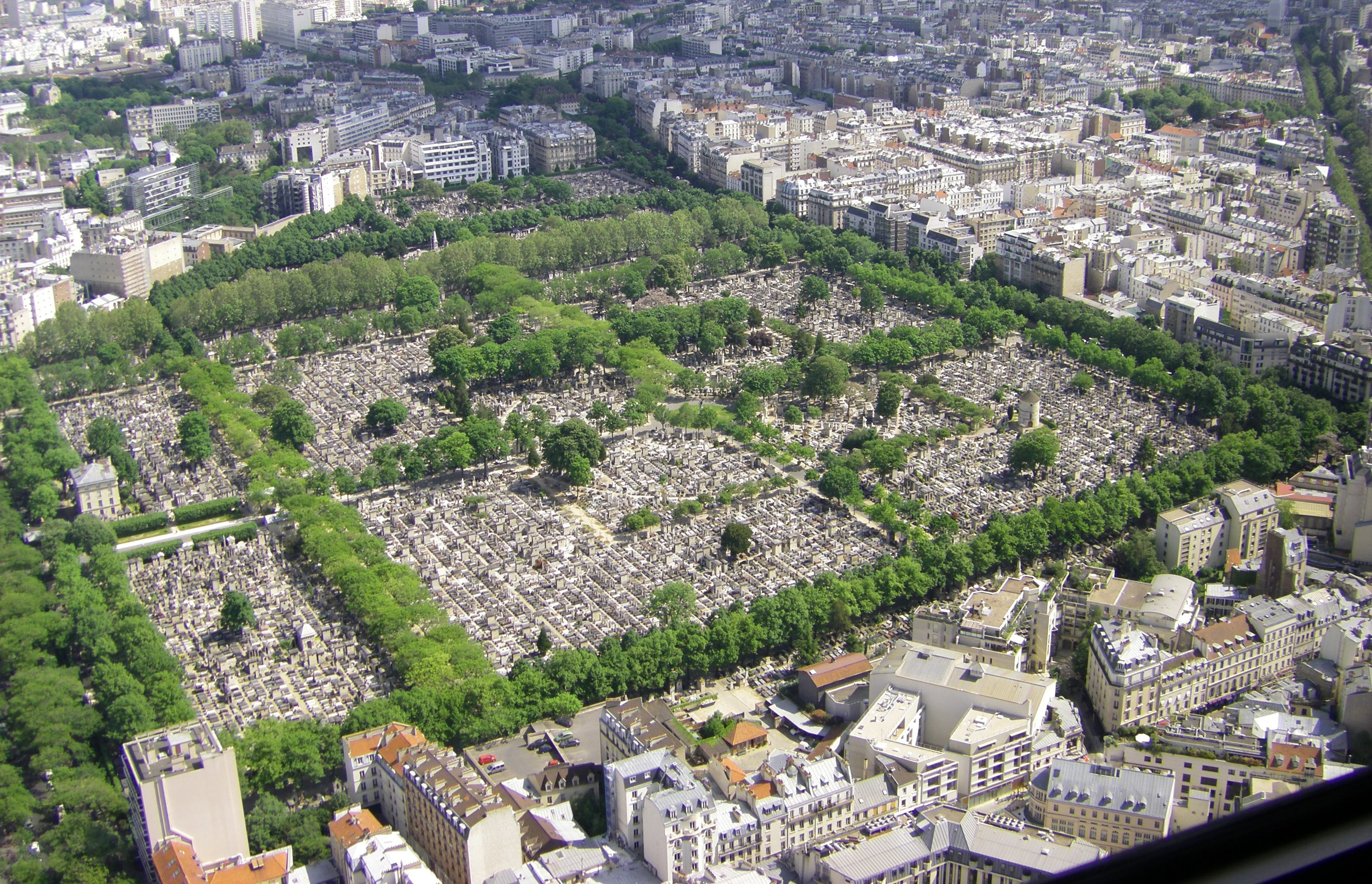
Luftaufnahme des Cimetière du Montparnasse

## Geschichte

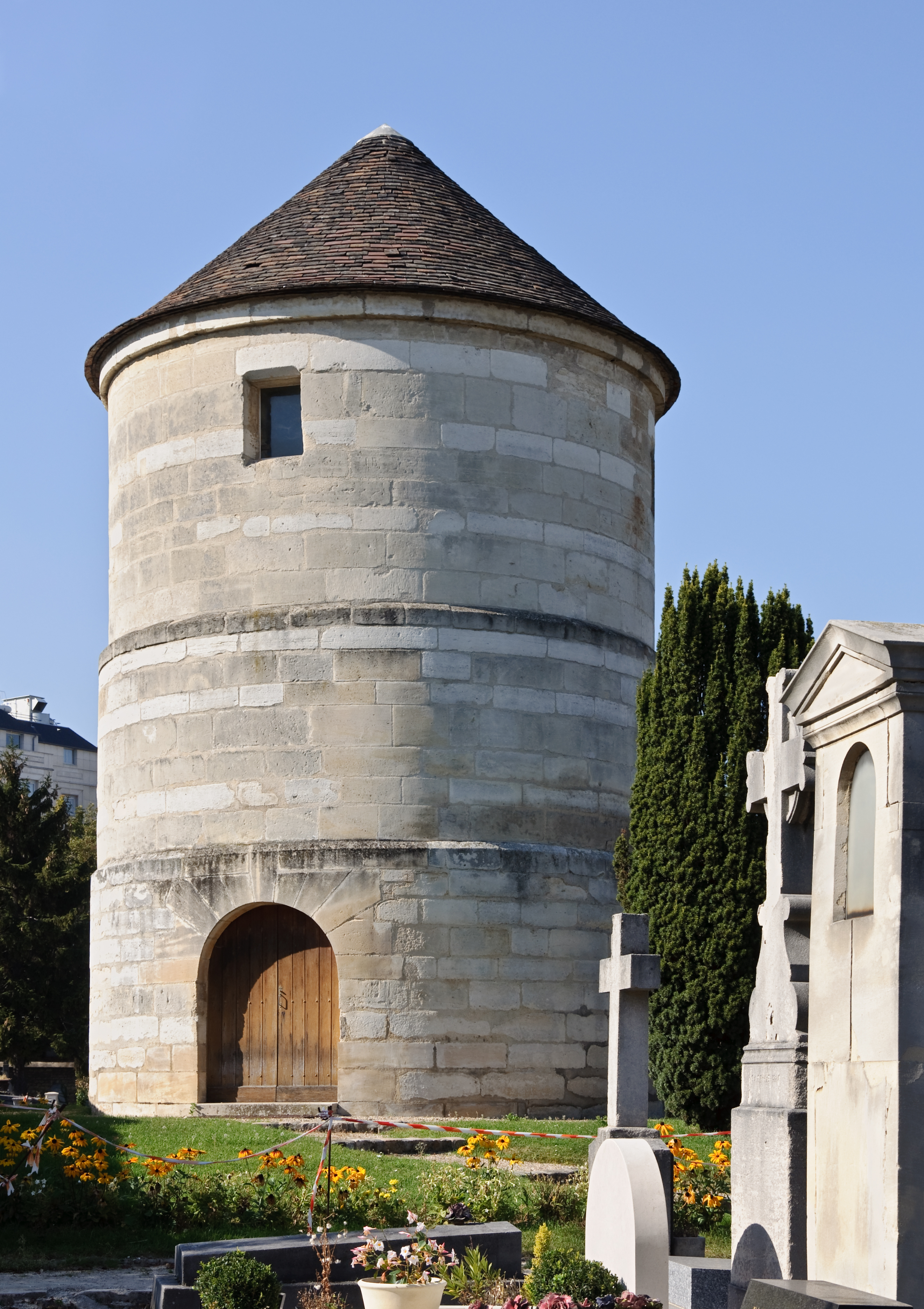
Moulin de la Charité

An der Stelle des heutigen Friedhofs lagen drei alte Höfe und eine Mühle (14./15. Jahrhundert), zu welcher die Schüler des Jesuitenkollegs Louis-le-Grand in ihrer Freizeit ihre Schritte zu lenken pflegten, weshalb die Mühle aufgrund einer von dem Jesuitentheologen Molina ausgelösten Polemik anfangs spöttisch „Moulin Moliniste“ genannt wurde. Als die Gemeinschaft der Barmherzigen Brüder vom Heiligen Johannes von Gott (Frères de la Charité) im Jahre 1654 von dem Gelände Besitz ergriff, um es zu ihrer Begräbnisstätte zu machen, bewahrten sie die fortan Moulin de la Charité genannte Mühle (14./15. Jahrhundert), die auf dem Friedhof noch heute zu sehen ist, wenn auch ohne ihre Flügel. Ab 1784 wurden hier auch die Toten des von den Brüdern in der Nähe des Bourg Saint-Germain gegründeten Hôpital de la Charité beigesetzt. Zu Beginn des 19. Jahrhunderts kaufte der Pariser Präfekt Nicolas Frochot den Grund, um den neuen Friedhof anzulegen. Die erste Beerdigung fand 1824 statt. Seit 1890 ist der Friedhof durch eine Straße in einen großen Teil, Grand Cimetière (GC) und einen kleinen Teil, Petit Cimetière (PC), getrennt.

## Grabstätten berühmter Personen

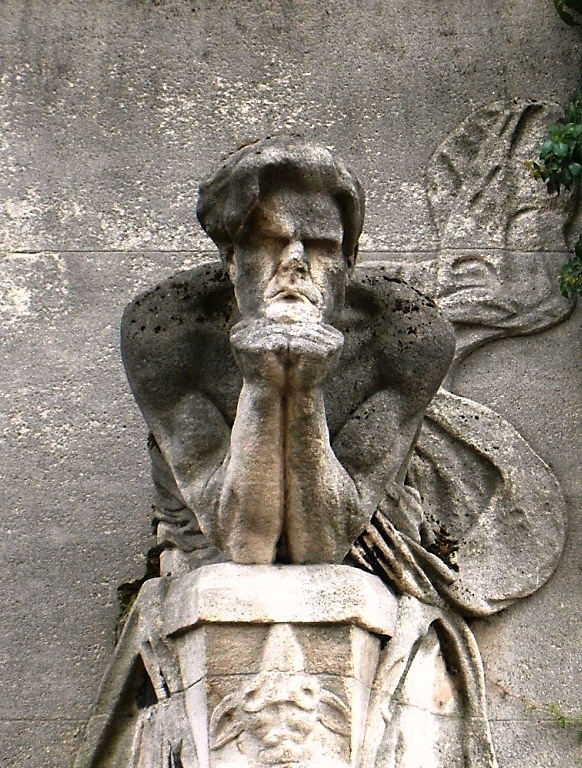
Kenotaph des Dichters Charles Baudelaire († 1867)

### Beisetzungen der Jahre 1801 bis 1900
- Théodore de Banville (1823–1891), Dichter
- Charles Baudelaire (1821–1867), Dichter
- Eugène Belgrand (1810–1878), französischer Bauingenieur
- Charles Brun (1821–1897), französischer Politiker
- Aristide Cavaillé-Coll (1811–1899), Orgelbauer
- Emmanuel Chabrier (1841–1894), französischer Komponist und Pianist
- Marie Léonide Charvin, genannt Agar, (1832–1891), Schauspielerin
- Gustave-Gaspard Coriolis (1792–1843), französischer Mathematiker und Physiker
- Isaac Adolphe Crémieux (1796–1880), Politiker
- François-Étienne Damas (1764–1828), General
- Jean-Baptiste Dumas (1800–1884), französischer Chemiker
- Théophile Ferron (1830–1894), französischer General und Kriegsminister
- César Franck (1822–1890), französischer Komponist und Organist
- Charles Garnier (1825–1898), französischer Architekt (Opéra Garnier)
- François Gérard (1770–1837), französischer Maler
- Louis Hachette (1800–1864), französischer Buchhändler und Autor
- Jean-Antoine Houdon (1741–1828), französischer Bildhauer (Klassizismus)
- Gustave Jundt (1830–1884), elsässischer Maler und Karikaturist
- Adamantis Korais (1748–1833), 1877 umgebettet auf den Friedhof von Athen, jetzt anstelle des Grabes ein Kenotaph
- Pierre Larousse (1817–1875), französischer pädagogischer Schriftsteller, Lexikograph und Enzyklopädist
- Charles Marie René Leconte de Lisle (1818–1894), französischer Schriftsteller
- Pierre Leroux (1797–1871), französischer Philosoph und Sozialist
- Urbain Le Verrier (1811–1877), französischer Mathematiker und Astronom
- Jacques Lisfranc (1790–1847), französischer Chirurg
- Guy de Maupassant (1850–1893), französischer Schriftsteller und Journalist
- Prosper Menière (1799–1862), französischer Arzt (Morbus Menière)
- Mathieu Orfila (1787–1853), französischer Chemiker
- Pierre-Joseph Proudhon (1809–1865), französischer Ökonom, Soziologe, Philosoph, Anarchist
- Edgar Quinet (1803–1875), Schriftsteller, Historiker
- Andreas Riedel (1748–1837), Mathematiker, Revolutionär
- François Rude (1784–1855), französischer Bildhauer
- Heinrich Daniel Rühmkorff (1803–1877), deutscher Erfinder
- Charles Augustin Sainte-Beuve (1804–1869), französischer Literaturkritiker und Schriftsteller
- Alexandre Camille Taponier (1749–1831), General
- Jules Dumont d’Urville (1790–1842), Marineoffizier, Forscher

### Beisetzungen der Jahre 1901 bis 2000

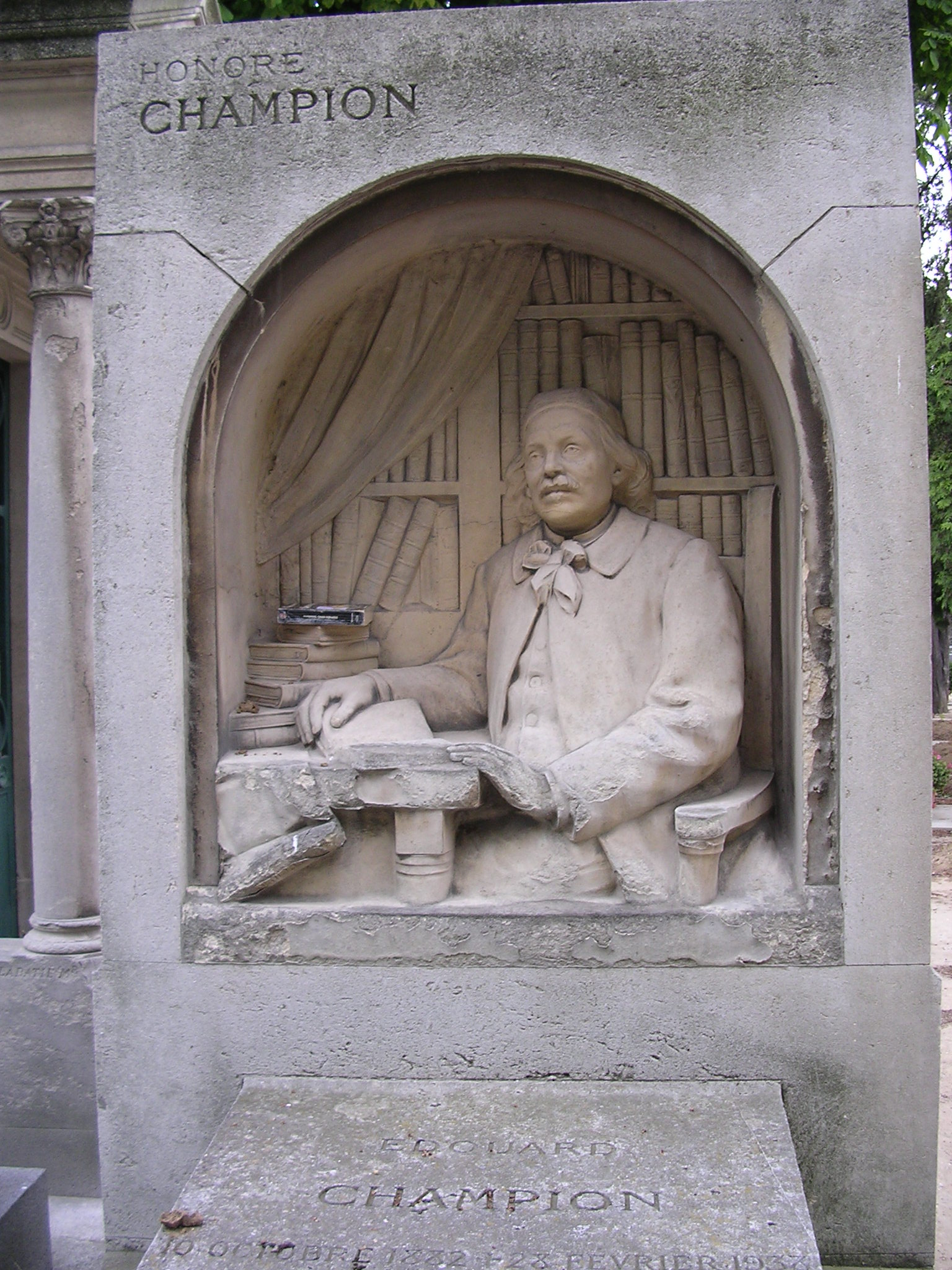
Grab Honoré Champions († 1913) von Albert Bartholomé

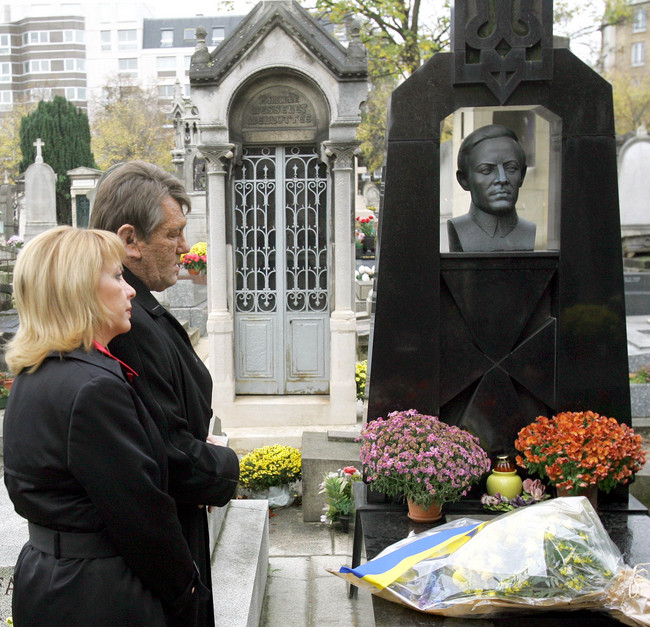
Wiktor Juschtschenko mit Gattin am Grab Symon Petljuras († 1926) im Jahre 2005

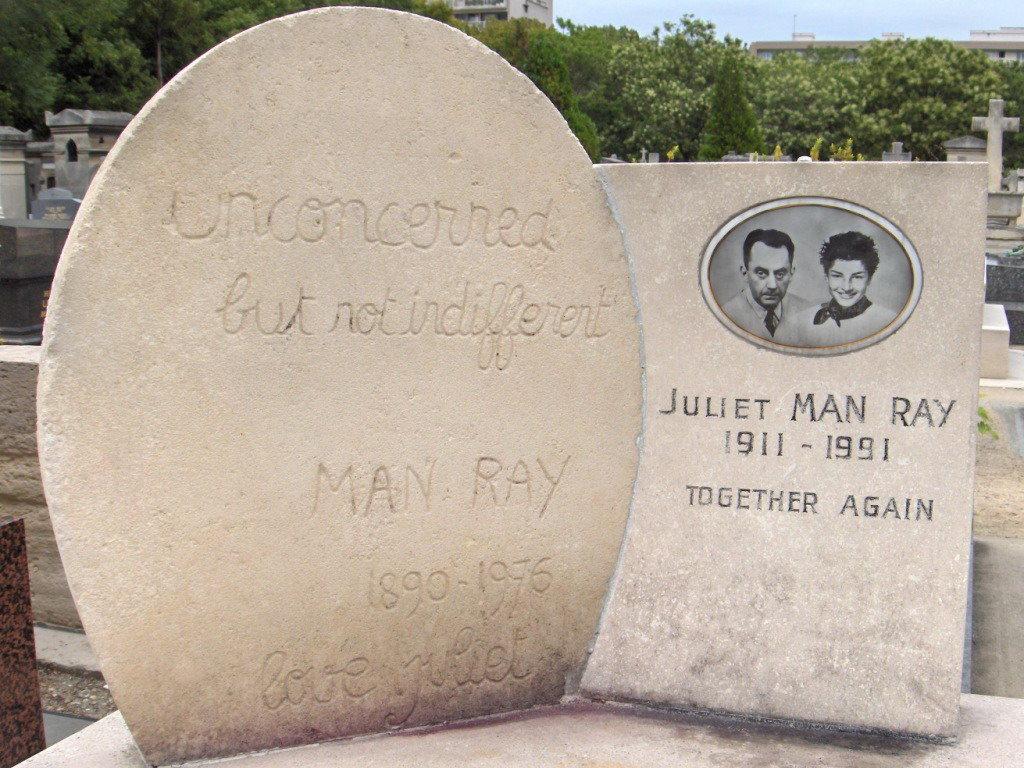
Juliette († 1991) und Man Ray († 1976), together again

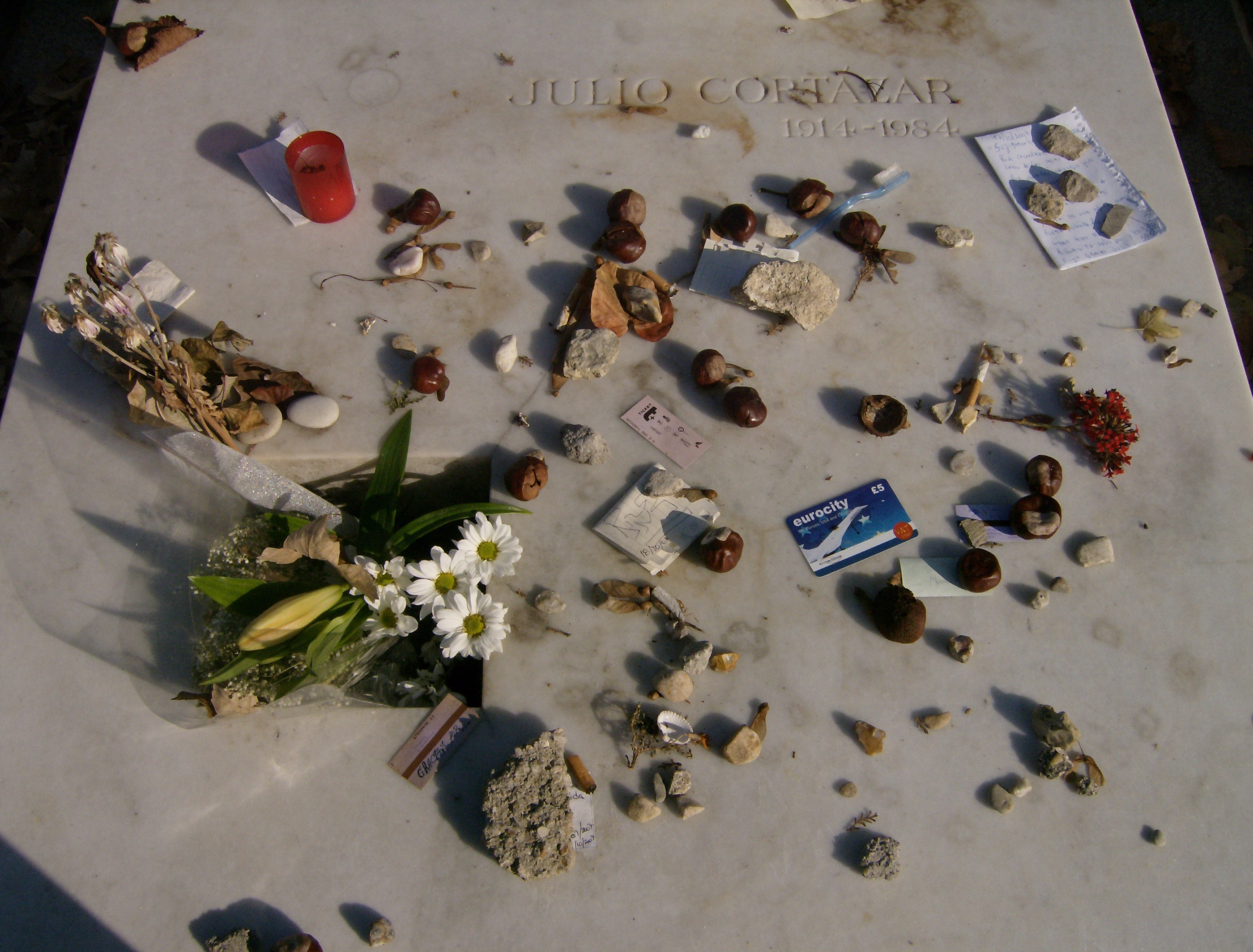
Grab von Julio Cortázar († 1984)

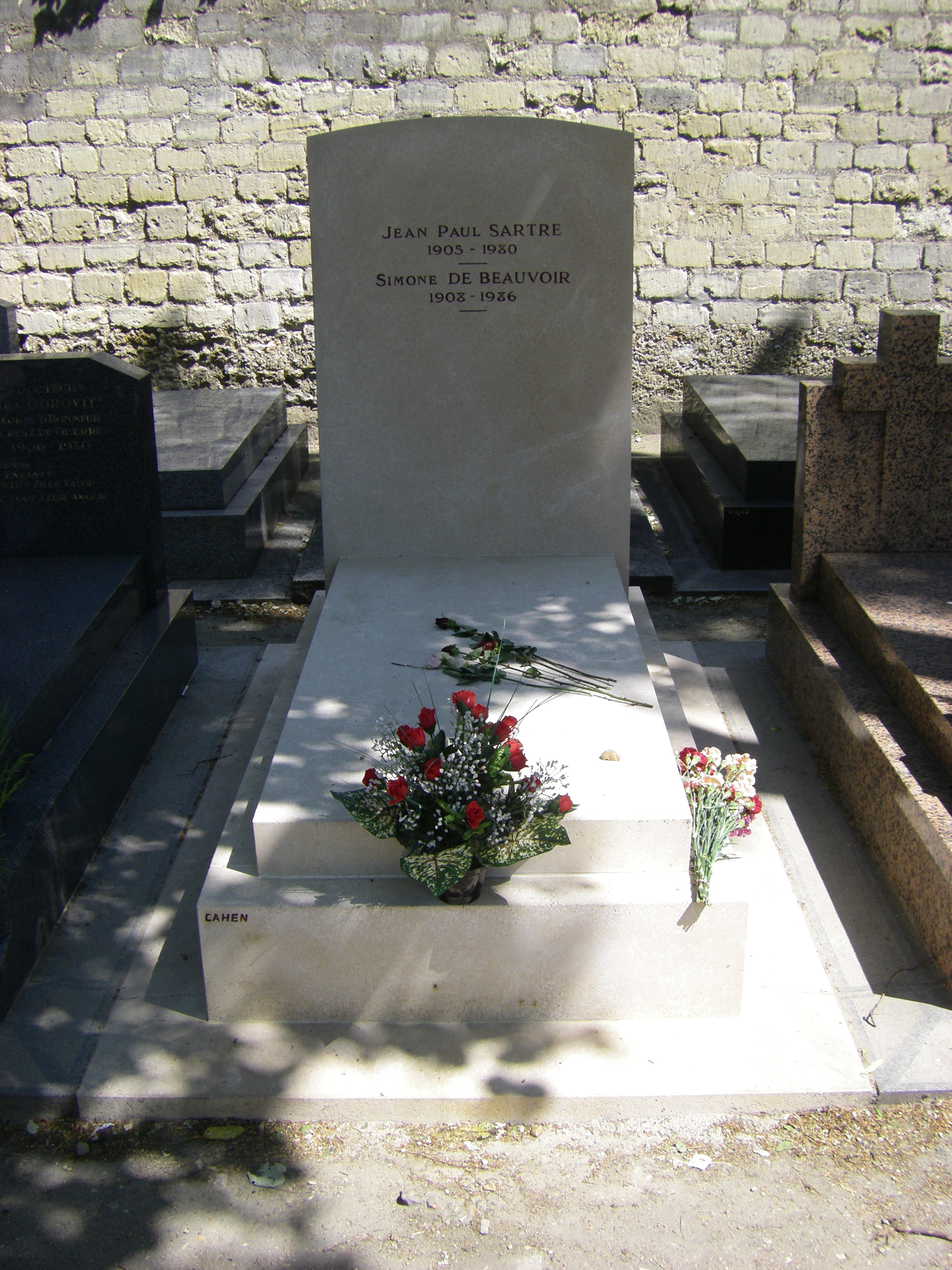
Grabmal von Sartre († 1980) und Beauvoir († 1986)

- Lou Albert-Lasard (1885–1969), deutsch-französische Malerin
- Alexander Aljechin (1892–1946), russischer Schachweltmeister
- Lena Amsel (1898–1929), Tänzerin und Schauspielerin
- Georges Auric (1899–1983), Komponist
- César Baldaccini (1921–1998), französischer Bildhauer
- Auguste Bartholdi (1834–1904), französischer Bildhauer
- Jane Bathori (1877–1970), Opernsängerin
- Simone de Beauvoir (1908–1986), Philosophin und Schriftstellerin
- Antoine Béchamp (1816–1908), Mediziner und Pharmakologe
- Jacques Becker (1906–1960), französischer Filmregisseur
- Samuel Beckett (1906–1989), irischer Schriftsteller
- Paul Belmondo (1898–1982), Bildhauer, 2. Division;  Vater des Schauspielers Jean-Paul Belmondo
- Jean Béraud (1849–1935), Maler
- William-Adolphe Bouguereau (1825–1905), Maler
- Antoine Bourdelle (1861–1929), Bildhauer
- Paul Bourget (1852–1935), Schriftsteller
- Constantin Brâncuși (1876–1957), Bildhauer
- Brassaï (Gyula Halasz, 1899–1984), Fotograf rumänischer Herkunft
- Roger Caillois (1913–1978), Schriftsteller
- Jean Carmet (1920–1994), französischer Schauspieler
- Eugène Carrière (1849–1906), französischer Maler und Lithograf
- Emil Cioran (1911–1995), rumänischer Philosoph und Aphoristiker
- André Citroën (1878–1935), Industrieller und Automobilkonstrukteur
- Julio Cortázar (1914–1984), belgischer Schriftsteller argentinischer Herkunft
- Maurice Couve de Murville (1907–1999), französischer Politiker
- Aimé-Jules Dalou (1838–1902), französischer Bildhauer
- Jules-Félix Philippe Albert de Malfiance, Marquis de Dion (1856–1946), Adliger, Industrieller und Automobilkonstrukteur
- Jacques Demy (1931–1990), Filmregisseur und -produzent
- Paul Deschanel (1855–1922), französischer Staatspräsident
- Robert Desnos (1900–1945), französischer Schriftsteller und Journalist
- Porfirio Díaz (1830–1915), mexikanischer General und Politiker
- Vincent d’Indy (1851–1931), französischer Komponist und Musiktheoretiker
- Issa Diop (1922–1997), senegalesischer Manager und Politiker
- Alfred Dreyfus (1859–1935), französischer Offizier
- Natalia Dumitresco (1915–1997), rumänisch-französische Malerin
- Marguerite Duras (1914–1996), französische Schriftstellerin, Drehbuchautorin und Filmregisseurin
- Émile Durkheim (1858–1917), französischer Soziologe und Ethnologe
- Henri Fantin-Latour (1836–1904), französischer Maler und Lithograf
- Léon-Paul Fargue (1876–1947), französischer Dichter
- Ruth Fischer (1895–1961), deutsch-österreichische Politikerin und Publizistin
- Ernest Flammarion (1846–1936), Verleger
- Gisèle Freund (1908–2000), deutsch-französische Fotografin und Fotohistorikerin
- Othon Friesz (1879–1949), Maler, 27. Division
- Serge Gainsbourg (1928–1991), französischer Chansonnier, Filmschauspieler, Komponist und Schriftsteller
- Gustave Guillaume (1883–1960), französischer Linguist
- Alexandre Guilmant (1837–1911), französischer Organist und Komponist
- Mireille Hartuch (1906–1996), französische Sängerin, Komponistin und Schauspielerin („Mireille“)
- Clara Haskil (1895–1960), rumänische Pianistin
- Swan Hennessy (1866–1929), irisch-amerikanischer Komponist
- Helen Hessel (1886–1982), deutsche Modejournalistin, Übersetzerin
- Joris-Karl Huysmans (1848–1907), französischer Schriftsteller
- Eugène Ionesco (1909–1994), französisch-rumänischer Schriftsteller und Dramatiker
- Alexandre Istrati (1915–1991), rumänisch-französischer Maler
- Joris Ivens (1898–1989), niederländischer Dokumentarfilmer und Kommunist
- Pierre Jean Jouve (1887–1976), französischer Schriftsteller und Literaturkritiker
- Joseph Kessel (1898–1979), französischer Journalist, Abenteurer und Romancier
- Pinchus Kremegne (1890–1981), französischer Maler
- Marcel L’Herbier (1888–1979), französischer Filmregisseur, Drehbuchautor und Filmproduzent
- Henri Langlois (1914–1977), französischer Filmarchivar und Gründer der Cinémathèque française
- Henri Laurens (1885–1954), französischer Bildhauer und Zeichner
- Pierre Laval (1883–1945), französischer Politiker und Ministerpräsident
- Alphonse Laveran (1845–1922), französischer Mediziner und Nobelpreisträger für Physiologie oder Medizin
- Maurice Leblanc (1864–1941), französischer Schriftsteller
- André Lhote (1885–1962), Maler, Kunstkritiker und Kunstpädagoge
- Gabriel Lippmann (1845–1921), französischer Physiker und Nobelpreisträger für Physik
- Pierre Louÿs (1870–1925), französischer Lyriker und Romanschriftsteller
- Gaston Maspero (1846–1916), französischer Ägyptologe
- Joelle Mogensen (1953–1982), französische Sängerin
- María Montez (1912–1951), dominikanische Schauspielerin
- Yvonne Netter (1889–1985), französische Rechtsanwältin und Résistante
- Hélène Parmelin (1915–1998), Journalistin
- Jean-Claude Pascal (1927–1992), französischer Modedesigner, Schauspieler und Sänger
- Adolphe Pégoud (1889–1915), französischer Flugpionier
- Édouard Pignon (1905–1993), Maler
- Henri Poincaré (1854–1912), französischer Mathematiker, Physiker, Astronom und Philosoph
- Jean Poiret (1926–1992), französischer Schauspieler, Regisseur und Autor
- Lew Polugajewski (1934–1995), russisch-sowjetischer Schachgroßmeister
- Jean-Pierre Rampal (1922–2000), französischer Flötist
- Man Ray (1890–1976), US-amerikanischer Fotograf, Filmregisseur, Maler und Objektkünstler
- Hans Reichel (1892–1958), deutscher Maler und Zeichner
- Jean-Marc Reiser (1941–1983), französischer Comiczeichner
- Paul Reynaud (1878–1966), französischer Politiker
- Camille Saint-Saëns (1835–1921), französischer Komponist, Pianist, Organist, Musikwissenschaftler und -pädagoge
- Jean-Paul Sartre (1905–1980), französischer Philosoph
- Claude Sautet (1924–2000), französischer Filmregisseur und Drehbuchautor
- Georges Schehadé (1905–1989), libanesischer Dramatiker und Lyriker
- Jean Seberg (1938–1979), US-amerikanische Schauspielerin, Ehefrau von Romain Gary
- Delphine Seyrig (1932–1990), Schauspielerin
- Chaim Soutine (1893–1943), Maler
- Manès Sperber (1905–1984), österreichisch-französischer Schriftsteller, Sozialpsychologe und Philosoph
- Alina Szapocznikow (1926–1973), polnische Bildhauerin und Grafikerin
- Roland Topor (1938–1997), französischer Künstler und Schriftsteller
- Tristan Tzara (1896–1963), rumänischer Schriftsteller und Mitbegründer des Dadaismus
- Wilhelm Uhde (1874–1947), deutscher Kunsthändler, Kunstsachverständiger, Autor und Galerist
- Carlos Valenti (1888–1912), Maler
- César Vallejo (1892–1938), peruanischer Schriftsteller und Lyriker (1970 auf den Friedhof verlegt)[2]
- Félix Vallotton (1865–1925), Schweizerisch-französischer Maler, Grafiker, Holzstecher und Schriftsteller
- Vercors (1902–1991), Schriftsteller
- Louis Vierne (1870–1937), französischer Organist und Komponist
- Adolphe Willette (1857–1926), französischer Illustrator, Karikaturist und Maler
- Pan Yuliang (1895–1977), chinesische Künstlerin
- Ossip Zadkine (1890–1967), französischer Bildhauer russischer Herkunft

### Beisetzungen seit dem Jahre 2001

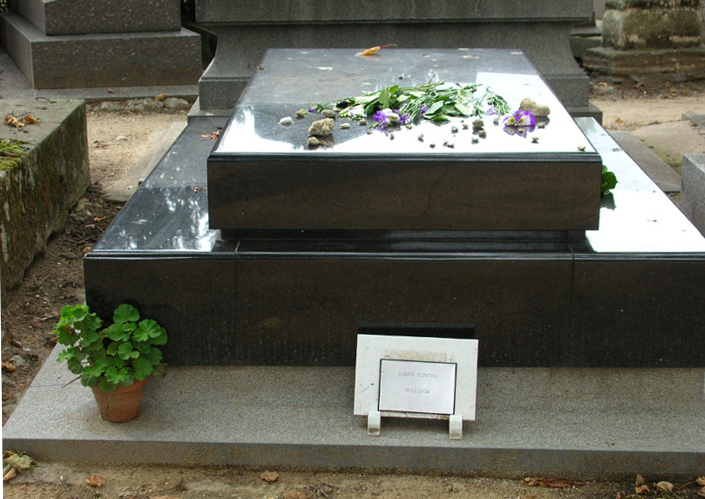
Susan Sontag († 2004)

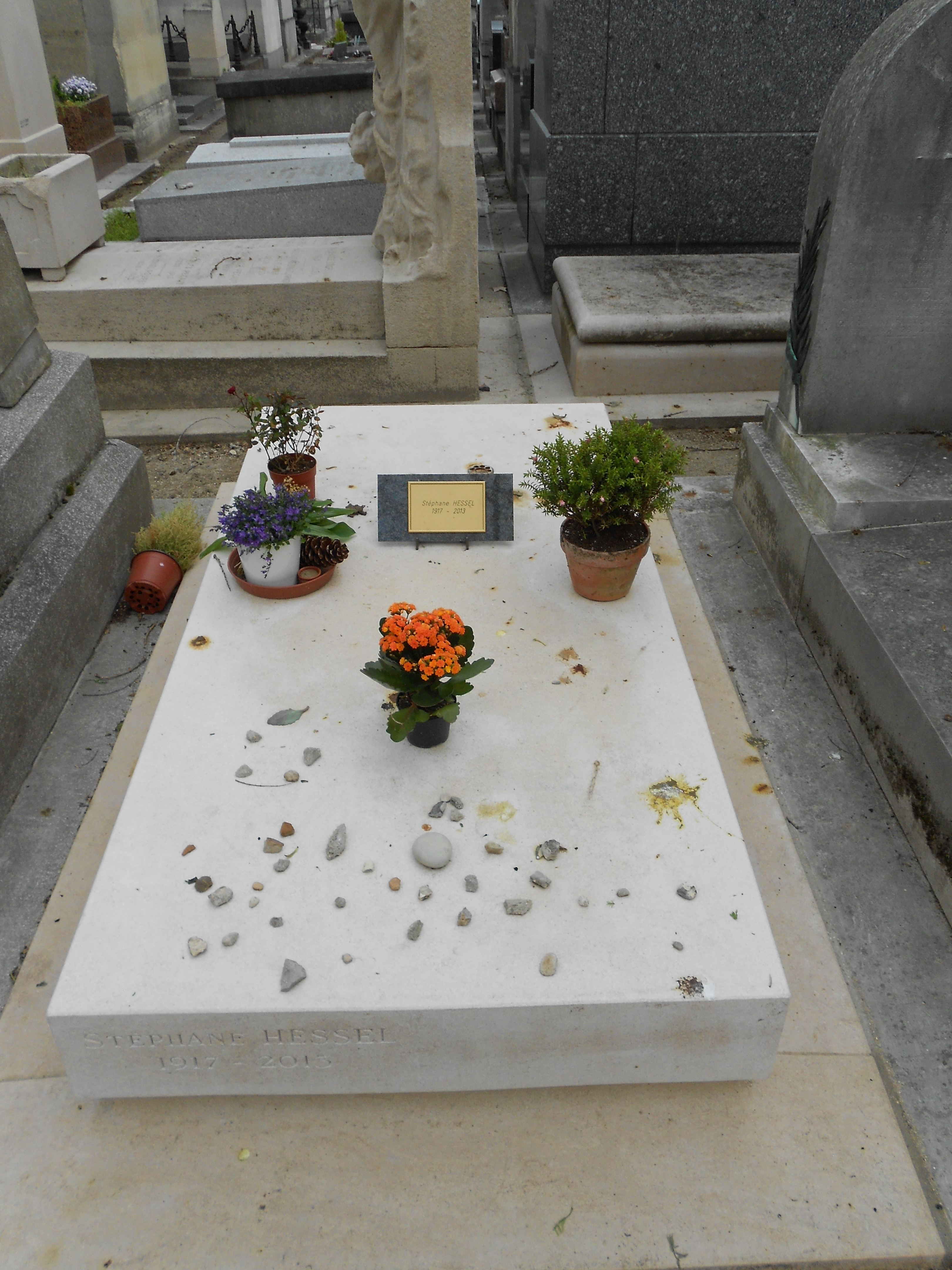
Stéphane Hessel († 2013)

- Tina Aumont (1946–2006), französische Schauspielerin
- Jean-Paul Belmondo (1933–2021), französischer Film- und Theaterschauspieler;  Sohn des Bildhauers Paul Belmondo
- Jane Birkin (1946–2023), Sängerin, Schauspielerin
- Pierre Bourgeade (1927–2009), Journalist und Schriftsteller
- Gérard Calvi (1922–2015), französischer Komponist
- Sergio de Castro (1922–2012), argentinischer Musiker und Maler
- Elsa Cayat (1960–2015), französische Psychiaterin und Kolumnistin
- Jacques Chirac (1932–2019), französischer Politiker
- Bruno Cremer (1929–2010), französischer Schauspieler
- Mireille Darc (1938–2017), französische Schauspielerin
- Henri Dutilleux (1916–2013), französischer Komponist
- Brigitte Engerer (1952–2012), französische Pianistin
- Jean Giraud (genannt Mœbius) (1938–2012), französischer Comiczeichner
- Stéphane Hessel (1917–2013), französischer Résistance-Kämpfer, Diplomat, Lyriker, Essayist und politischer Aktivist deutscher Herkunft
- Lucien Hervé (gebürtig László Elkán) (1910–2007), französischer Fotograf ungarischer Herkunft
- Jean Ipoustéguy (1920–2006), französischer Bildhauer
- Philippe Léotard (1940–2001), französischer Schauspieler und Sänger
- Philippe Noiret (1930–2006), französischer Schauspieler
- Gérard Oury (1919–2006), französischer Filmregisseur und Drehbuchautor
- Roland Petit (1924–2011), französischer Tänzer und Choreograf
- Maurice Pialat (1925–2003), französischer Filmregisseur, Drehbuchautor und Schauspieler
- Serge Reggiani (1922–2004), französischer Schauspieler und Chansonnier italienischer Herkunft
- Alain Resnais (1922–2014), französischer Filmregisseur
- Pierre Restany (1930–2003), französischer Kunstkritiker
- Yves Robert (1920–2002), französischer Schauspieler, Drehbuchautor, Filmproduzent und Regisseur
- Éric Rohmer (1920–2010), französischer Film- und Theaterregisseur
- Ralph Rumney (1934–2002), britischer Künstler
- Sonia Rykiel (1930–2016), französische Modeschöpferin
- Susan Sontag (1933–2004), amerikanische Schriftstellerin
- Henri Troyat (1911–2007), französischer Schriftsteller
- Agnès Varda (1928–2019), französische Filmemacherin, Fotografin und Installationskünstlerin
- Simone Veil (1927–2017), französische Politikerin, später ins Panthéon überführt
- Jacques Vergès (1925–2013), französischer Rechtsanwalt
- Anne Wiazemsky (1947–2017), französische Schauspielerin und Schriftstellerin
- Georges Wolinski (1934–2015), französischer Comiczeichner

## Werke bekannter Künstler

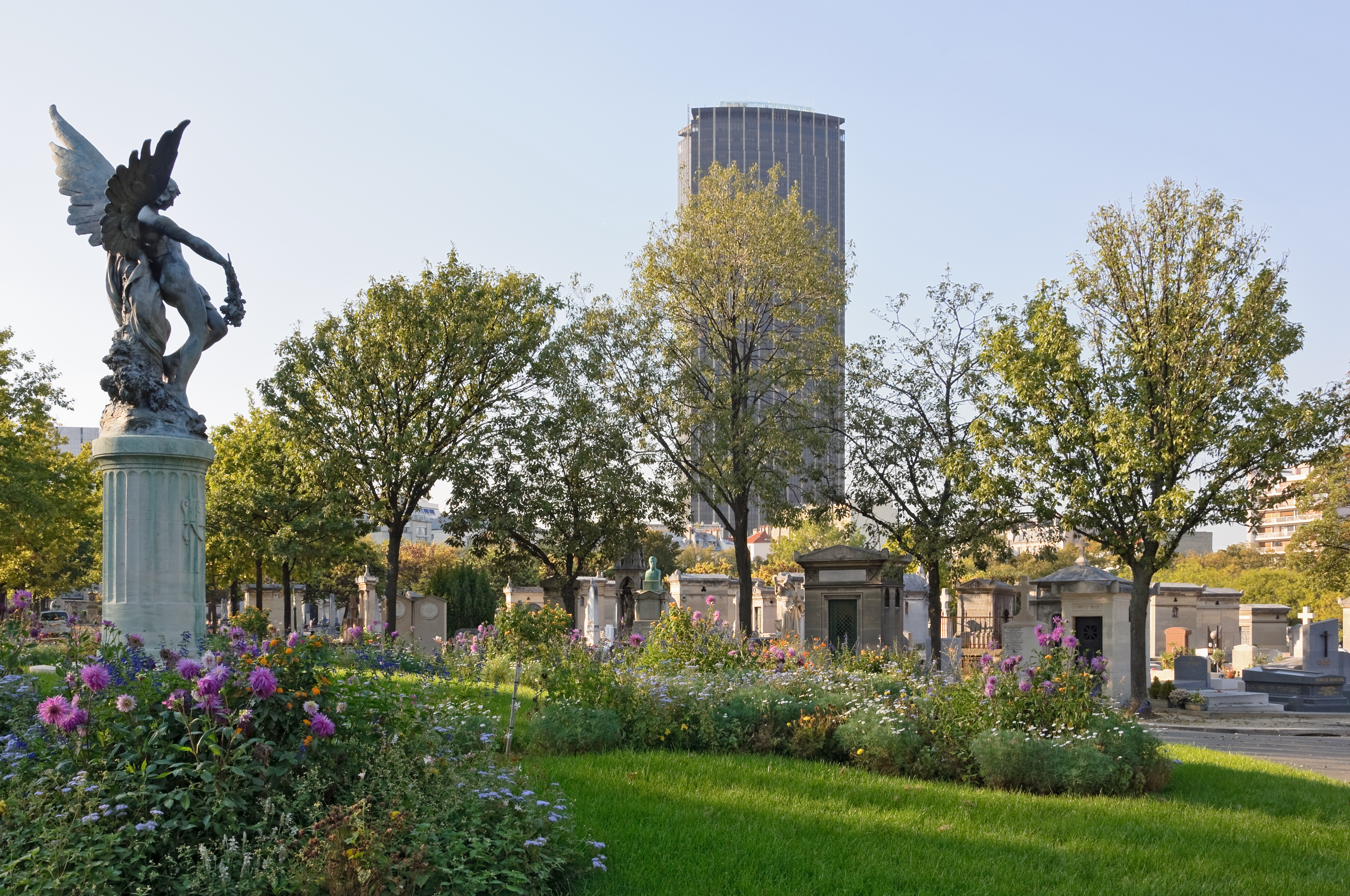
Innenansicht des Friedhofs Montparnasse

- Jean Arp: „La Roue“ (1965), Granit, auf dem Grab des Kunstsammlers und -händlers Pierre Loeb, 28. Division
- César Baldaccini: Grabskulptur, Bronze, auf dem Grab des Künstlers
- Auguste Bartholdi: Büste des Malers Gustave Jundt (1886), Bronze, 17. Division
- Albert Bartholomé: Hochrelief auf dem Grab von Honoré Champion († 1909), 3. Division
- Constantin Brâncuși: „Le Baiser“ (Der Kuss) (1910), Stein, 22. Division
- Albert-Ernest Carrier-Belleuse: Frauenfigur und Büste von J. Wattiez auf dem Grab der Familie Wattiez-Gaillard, Marmor, 27. Division
- Jean-Baptiste Carpeaux: Bronzemedaillon auf dem Grab von Carpezat (1855), 6. Division
- José de Charmoy: Stele auf dem Grab von Sainte-Beuve († 1869), Stein, 17. Division
- José de Charmoy: „Charles Baudelaire“ (1902), Steinsäule mit dem Bildnis des Dichters, 27. Division
- Horace Daillion: „Le Génie du sommeil éternel“ (1889), Bronze
- Jules Dalou: Marmorbüste auf dem Grab von Charles Robert († 1899), 6. Division
- Carle Elshoecht: Büste und zwei Flachreliefs auf dem Grab des Chirurgen Jacques Lisfranc († 1847), Bronze, 13. Division
- Henri Lagriffoul: zwei steinerne Frauenfiguren (1945) auf dem Grab Marchand, 22. Division
- Henri Laurens: „La Douleur“, Bronze, auf dem Grab des Künstlers, 7. Division
- Léopold Morice: „Pleureuse“, Marmor, auf dem Grab der Familie Morice, 26. Division
- Auguste Rodin: „César Franck“ (1890), Bronzemedaillon auf dem Grab des Komponisten, 26. Division
- Niki de Saint Phalle: „Le Chat Ricardo“ (1989), Polyesterskulptur auf dem Grab von Ricardo Menon (1952–1989), Assistent der Künstlerin
- Pierre Henri Varnier: „La famille Spiegel“ (1882), 13. Division